# Everest (2015)
Everest ist ein britisch-US-amerikanisch-isländischer Spielfilm des Regisseurs Baltasar Kormákur aus dem Jahr 2015. Das Drehbuch zu dem Bergsteigerdrama verfassten William Nicholson und Simon Beaufoy. Der biografische Abenteuerfilm behandelt die Ereignisse im Mai 1996 bei einer Besteigung des Mount Everest. Der Film wurde in den Formaten IMAX 3D und RealD 3D veröffentlicht.
Die Hauptfiguren wurden von den Schauspielern Jason Clarke, Josh Brolin, John Hawkes, Robin Wright, Michael Kelly, Sam Worthington, Keira Knightley, Emily Watson und Jake Gyllenhaal gespielt. Der offizielle Filmstart war am 16. September 2015.

## Handlung
Rob Hall ist Geschäftsführer der Unternehmung Adventure Consultants, die seit 1992 kommerzielle Gipfelbesteigungen auf den Mount Everest anbietet. Nach der Landung auf dem Flughafen Kathmandu und dem Transfer zur Unterkunft trifft Expeditionsleiter Hall sich mit seinen zwei Bergführern und den acht Teilnehmern der Expedition, darunter der wohlhabende Texaner Beck Weathers, der Briefträger Doug Hansen, die japanische Bergsteigerin Yasuko Namba, die den letzten ihrer Seven Summits besteigen möchte, sowie der US-amerikanische Journalist Jon Krakauer, der einen Artikel für das Natursportmagazin Outside verfasst. Zusammen fliegt die Gruppe mit einem Transporthubschrauber nach Lukla (2846 m) und wandert über den Mount Everest Trek zum Everest Base Camp (5380 m), wo sie auf die Leiterin des Basislagers Helen Wilton, die Ärztin Dr. Caroline Mackenzie und die sechs Sherpas treffen. Rob versucht erfolglos, die 20 im Basislager zum Aufstieg bereiten Expeditionen zeitlich zu koordinieren, um Staus im Khumbu-Gletscher und oberhalb von Hochlager IV am Südsattel zu vermeiden. Lediglich Scott Fischer, den Leiter des Konkurrenzunternehmens Mountain Madness, kann er von einer Zusammenarbeit überzeugen.
Robs Gruppe verlässt Camp IV (7900 m Höhe) vor Sonnenaufgang in der Absicht, bis spätestens 14:00 den Abstieg einzuleiten, dem letzten sicheren Umkehrzeitpunkt, um vor Sonnenuntergang zurück in Lager IV zu sein. Der Aufstieg verzögert sich mehrfach, da am oberen Kletterabschnitt des Südostgrats und am Hillary Step Sicherungsseile fehlen. Beck muss seinen Aufstieg wegen Augenproblemen auf dem sogenannten „Balkon“ (8500 m) unterbrechen. Rob weist Beck an, alleine zurückzukehren, falls sich seine Blindheit nicht nach einer halben Stunde bessert.
Rob erreicht den Gipfel rechtzeitig zusammen mit weiteren Bergsteigern, darunter Yasuko, die jubelnd eine japanische Fahne in den Schnee steckt. Rob trifft beim Abstieg oberhalb des Hillary Step (in 8760 m Höhe) auf den schwer erschöpften Doug und weist ihn an abzusteigen. Doug besteht darauf weiterzugehen, da dies seine letzte Chance zur Gipfelerstürmung ist. Widerwillig lässt sich Rob darauf ein und beide erreichen zwei Stunden später, lange nach der sicheren Umkehrzeit, den Gipfel. Am Gipfel ist Scott erschöpft und leidet zunehmend unter einem Höhenlungenödem. Während Rob seinem Klienten Doug beim Abstieg hilft, trifft ein Blizzard die Gipfelregion des Everest. Da Dougs Flaschensauerstoffreserven zur Neige gehen, beginnt er unter Hypoxie zu leiden. Rob bittet Helen über Funk, Reserveflaschen von den Trägern zum Gipfel bringen zu lassen, da auf der Kletterroute keine mehr deponiert sind. Doug, der kurzzeitig von Rob alleine gelassen wird, hängt sich aus dem Sicherungsseil aus und stürzt ab.
Scotts Zustand verschlimmert sich, weshalb er die ihn begleitenden Bergsteiger anweist, den Abstieg ohne ihn fortzusetzen. Wegen seiner erfrorenen Gliedmaße kann er den Südgipfel nicht überklettern und erfriert. Die zurückkehrenden Bergsteiger treffen auf Beck, dessen Sicht immer noch beeinträchtigt ist. Sie können auf dem Südsattel wegen des schweren Sturms den Rückweg zum Camp IV nicht finden. Daher lassen sie die schwer beeinträchtigten Yasuko und Beck zurück, um das Camp ausfindig zu machen und Hilfe zu holen.
Bergführer Andy „Harold“ Harris erreicht Rob mit einer Sauerstoffflasche, deren Verschluss jedoch zugefroren ist. Beide biwakieren zusammen am Berg. Während Rob schläft, beginnt Andy zu halluzinieren. Infolge einer Kälteidiotie entledigt er sich seiner Jacke und rutscht den Berghang hinab in den Tod.
Die im Camp eintreffenden Bergsteiger melden, dass Beck und Yasuko zurückgelassen wurden, doch die geringe Sichtweite im erneut aufkommenden Schneesturm verhindert deren Rettung. Helen informiert Becks Ehefrau Peach telefonisch über die prekäre Situation. Sie steht außerdem in Verbindung mit Robs schwangerer Ehefrau Jan, vermittelt sogar einen Funkkontakt zwischen den beiden, bei dem Jan versucht, Rob zum Durchhalten zu motivieren. Als die Rettungsaktion einiger Bergsteiger unter den gegebenen Bedingungen beendet werden muss, bleibt Jan und Rob nur übrig, sich per Funk voneinander zu verabschieden. Er äußert noch einmal den Wunsch, dass Jan die ungeborene Tochter Sarah nennt.
Überraschenderweise erwacht Beck im Morgengrauen, sieht Yasukos erfrorenen Leichnam neben sich und wankt trotz massiver Erfrierungen an den Gliedmaßen zurück zum Camp. Peach kontaktiert die US-amerikanische Botschaft und organisiert eine Luftrettung. Der nepalesische Armeepilot Lt. Col. Madan Khatri Chhetri fliegt erfolgreich die gefährliche Hubschrauber-Rettungsmission. Mit schweren Frostschäden und bandagiert kehrt Beck zu seiner Familie zurück. Rob und sämtliche andere Leichen bleiben auf dem Berg zurück. Der Abspann zeigt unter anderem Originalfotos der Opfer vor dem Aufstieg sowie ein aktuelles Bild von Rob und Jans erwachsener Tochter Sarah Arnold-Hall.

## Produktion

### Projektierung
Tim Bevan und Eric Fellner produzierten den Spielfilm im Auftrag der Filmproduktionsgesellschaft Working Title Films. In den späten 1990er und den frühen 2000er Jahren tätigte Universal Pictures einige Investitionen und erwarb die Filmrechte an Beck Weathers’ Erlebnisbericht „Left for Dead“ und an der Transkription des Funkverkehrs zwischen Rob Hall und Jan Arnold im Basislager. Das Studio beauftragte ein Skript und ließ umfangreiche Hintergrundrecherchen durchführen. 2003 wurde der Filmregisseur und Alpinist David Breashears, der im Mai 1996 in die Rettungsarbeiten am Berg involviert war, als Co-Produzent und Berater engagiert. Während seiner Gipfelbesteigung am Everest 2004 drehte er bereits einige Einstellungen, auch wurde der britische Theater- und Filmregisseur Stephen Daldry für die Leitung der Dreharbeiten ausgewählt, doch im selben Jahr wurde das Projekt gestoppt. 2009 beauftragte Produzent Tim Bevan den Drehbuchautor William Nicholson mit der Erstellung eines neuen Skripts mit der Aufforderung: „Lasst es uns über Adventure Consultants machen. Lasst es uns über einen Typen machen, der da oben war und überlebte, obwohl er es nicht sollte, und einem Typen, der absolut überleben sollte und es nicht tat.“
2011 verpflichteten die zwei Produzenten den spanisch-isländischen Regisseur Baltasar Kormákur mit den Dreharbeiten. Das Drehbuch zu dem Katastrophenfilm verfassten die Drehbuchautoren Simon Beaufoy und Mark Medoff, einige frühe Änderungen daran wurden durch Justin Isbell und William Nicholson vorgenommen. Als Kameramann wurde Salvatore Totino verpflichtet. Universal Pictures vertreibt den Film in den Vereinigten Staaten.
Im September 2013 waren Emmett/Furla/Oasis Films die ersten Ko-Finanziers des Films, doch Ende Oktober verließen sie das Projekt wieder. Erst nach Beginn der Filmproduktion am 6. November 2013 stiegen am 12. November 2013 die US-amerikanischen Filmproduktionsgesellschaften Cross Creek Pictures und Walden Media in die Produktion ein und übernahmen die Finanzierung des Films in Höhe von 65 Millionen US-Dollar.
Am 11. Dezember 2013 schrieb die Fachzeitschrift The Hollywood Reporter, dass die Südtiroler regionale Filmförderung eine weitere Million US-Dollar zur Finanzierung beigesteuert habe. Die Dreharbeiten starteten am 13. Januar 2014 in den Ötztaler Alpen in Italien und wurden anschließend in Nepal und Island fortgesetzt.
Am 30. Januar 2014 terminierte Universal den Filmstart auf den 27. Februar 2015, doch bereits am 21. März 2014 wurde er auf den 18. September 2015 verschoben.

### Vorproduktion
Am 19. Februar 2013 wurden Gespräche mit dem britischen Schauspieler Christian Bale darüber geführt, der Besetzung beizutreten und Rob Hall zu spielen, den Bergführer der neuseeländischen Gruppe und Expeditionsleiter von „Adventure Consultants“. Am 17. Juli stießen die Schauspieler Jake Gyllenhaal, Josh Brolin, Jason Clarke und John Hawkes zu der Filmcrew. Zur gleichen Zeit verließ Christian Bale den Film wieder. Jake Gyllenhaal übernahm die Rolle von Scott Fischer, dem US-amerikanischen Expeditionsleiter und Geschäftsführer von „Mountain Madness“. Brolin spielte Beck Weathers, einen US-amerikanischen Pathologen. Statt Christian Bale spielte Jason Clarke die Rolle des Bergführers Rob Hall und Hawkes übernahm Doug Hansen, einen von Rob Halls Kunden, der während des Abstiegs vom Everest in Schwierigkeiten kam. Am 4. Februar 2014, während die Dreharbeiten bereits liefen, wurde der britische Schauspieler Clive Standen verpflichtet. Am 7. Februar 2014 folgten weitere Schauspieler, darunter Martin Henderson, Emily Watson, Thomas M. Wright und Michael Kelly. Die englische Schauspielerin Emily Watson spielte eine mütterliche Figur aus dem Basislager, die eng mit Rob Hall zusammenarbeitete, und Michael Kelly spielte den Autor Jon Krakauer, der nach dem Unglück das Buch In eisige Höhen verfasste. Am 17. Februar ergänzte der Schauspieler Micah Hauptman das Ensemble in der Rolle des Filmregisseurs und Alpinisten David Breashears, der 1996 den Dokumentarfilm Everest – Gipfel ohne Gnade für IMAX am Everest mitdrehte. Am 24. März 2014 wurde die Besetzung um Sam Worthington und Robin Wright ergänzt, wobei Worthington Guy Cotter und Wright die Ehefrau von Beck Weathers spielt. Am 1. Mai berichtete Daily Mail, dass Keira Knightley der Besetzung beigetreten ist, um die schwangere Ehefrau von Rob Hall zu spielen.

### Besetzung
Adventure Consultants
- Jason Clarke als Rob Hall (35), Expeditionsleiter des neuseeländischen Teams.[22]
- Thomas M. Wright als Michael „Mike“ Groom (36), Bergführer in Rob Halls Team.[24]
- Martin Henderson als Andy „Harold“ Harris (31), Bergführer in Rob Halls Team.[24]
- Josh Brolin als Beck Weathers (49), Pathologe aus Texas.[22]
- Michael Kelly als Jon Krakauer (41), Journalist[24] im Auftrag der Reisezeitschrift „Outside“.[28][29]
- John Hawkes als Doug Hansen (46), Postbote aus Renton.[22]
- Naoko Mori als Yasuko Namba (47), japanische Bergsteigerin und Personalleiterin bei Federal Express.[30]
- Mark Derwin als Lou Kasischke (53), Bergsteiger.

Mountain Madness
- Jake Gyllenhaal als Scott Fischer (39), US-amerikanischer Expeditionsleiter und Geschäftsführer von „Mountain Madness“.[22]
- Ingvar Eggert Sigurðsson als Anatoli Nikolajewitsch Bukrejew (38), russischer Bergführer in Scott Fischers Team und Extrembergsteiger.
- Tom Goodman-Hill als Neal Beidleman (36), Bergführer in Scott Fischers Team.
- Vanessa Kirby als Sandra „Sandy“ Hill (41), US-amerikanische Bergsteigerin.
- Charlotte Bøving als Lene Gammelgaard (35), dänische Juristin.
- Chris Reilly als Klev Schoening (38), Bergsteiger.

IMAX-Filmteam
- Micah Hauptman als David Breashears (40), Dokumentarfilmer und Alpinist.[25]
- Clive Standen als Ed Viesturs (35), US-amerikanischer Höhenbergsteiger.[23]

Weitere Personen im Basislager
- Emily Watson als Helen Wilton[31], Managerin des Basislagers.[32]
- Elizabeth Debicki als Dr. Caroline Mackenzie, Ärztin im Basislager.
- Chike Chan als „Makalu“ Gau Ming Ho, taiwanischer Bergsteiger.[26]
- Vijay Lama als Lt Col Madan Khatri Chhetri, Hubschrauberpilot einer AS350 B2 Squirrel bei der nepalesischen Luftrettung.[33]
- Sam Worthington als Guy Cotter, Geschäftsführer von „Adventure Consultants“.

Familienangehörige
- Robin Wright als Peach (47), Weathers’ Ehefrau.[26]
- Keira Knightley als Jan Arnold, Rob Halls schwangere Ehefrau.[27]
- Mia Goth als Meg, Weathers’ Tochter.

## Synchronsprecher
Die Synchronsprecher für die deutsche Fassung:
| - Rob Hall: Tobias Kluckert - Beck Weathers: Klaus-Dieter Klebsch - Doug Hansen: Stefan Krause - Peach Weathers: Irina von Bentheim - Helen Wilton: Sabine Falkenberg - Jan Arnold: Dascha Lehmann - Guy Cotter: Alexander Doering - Scott Fischer: Marius Clarén - Jon Krakauer: Peter Flechtner - Andy Harris: Norman Matt | - Caroline Mackenzie: Natascha Geisler - Anatoli Boukreev: Waléra Kanischtscheff - Michael Groom: Leonhard Mahlich - Neal Beidleman: Frank Schaff - Yasuko Namba: Tomoko Sawano - Sandy Hill Pittman: Yvonne Greitzke - Ang Dorjee: Rajvinder Singh - John Taske: Tobias Lelle - Ian Woodall: Olaf Reichmann |

## Dreharbeiten
Im November 2013 wurde der Start der Dreharbeiten in Italien auf den 13. Januar 2014 terminiert. Der Ko-Investor Brian Oliver erzählte dem Branchenblatt Variety, dass für die Dreharbeiten sechs Wochen in den italienischen Ötztaler Alpen und ein Monat in Island eingeplant waren, bevor sie für einen weiteren Monat in Nepal fortgesetzt wurden. Ein Teil der Dreharbeiten fand mit Unterstützung lokaler Bergführer in den Ortler-Alpen statt (u. a. auf der Königsspitze). Um sich für ihre Rolle vorzubereiten, kletterten Gyllenhaal und Brolin Anfang Januar 2014 in den Santa Monica Mountains. Gedreht wurde mit digitalen Kinokameras vom Typ ARRI Alexa XT im Breitbildformat (2,35:1) unter Verwendung des Rohdatenformates Arriraw.

### Nepal
Am 12. Januar 2014 erreichte das 44-köpfige Filmteam die nepalesische Hauptstadt Kathmandu. Die Drehgenehmigung war für den Zeitraum vom 9. bis zum 23. Januar erteilt. Die verspäteten Dreharbeiten begannen am Folgetag den 13. Januar 2014. Am 14. Januar drehten Brolin und Hawkes einige Einstellungen am Flughafenterminal des Flughafens Kathmandu (Tribhuvan International Airport) und einen Tag später auf dem Flughafen Lukla. Von dort ging es weiter über die im Film gezeigte Fußgänger-Hängebrücke auf dem Mount Everest Trek nach Namche Bazar, dem Verwaltungszentrum der Khumbu-Region. Das anschließend gefilmte buddhistische Kloster Tengboche ist das wichtigste kulturelle und religiöse Zentrum des Khumbu. Danach wurde das Filmteam und die Ausrüstung zu den Gedenksteinen für die verstorbenen Sherpas und Bergsteiger und zum Basislager des Everest geflogen.

### Schnalstal, Südtirol, Italien
Nach Abschluss der Dreharbeiten in Nepal flog das Drehteam zusammen mit elf Sherpas in das italienische Schnalstal. Ab dem 28. Januar 2014 diente das nahegelegene Gletschergebiet für fünf Wochen als Kulisse für das Everest-Camp III. Am ersten Tag der Dreharbeiten lagen die Außentemperaturen bei −22 Grad Celsius, auch die folgenden Wochen blieb es nach Aussage von Schauspieler Josh Brolin dort kalt und äußerst schneereich. Der englische Schauspieler Clive Standen bezeichnete die Dreharbeiten bei kalten Außentemperaturen als „herausfordernd, aber lustig (tough but fun)“.

### Cinecittà Studios, Rom, Italien
Anschließend wurden die Dreharbeiten im Filmstudio-Complex Cinecittà in Rom fortgesetzt, in dem das Basislager nachgebaut war. Für die Ausstattung des Basislagers waren umfangreiche Requisiten aus dem Jahr 1996 zusammengesucht worden, darunter alte Töpfe, Pfannen, Klettergeschirr, Zelte, Garderobe und Kostüme, Skischuhe von Koflach, Eisgeräte, Sauerstoffflaschen und -masken sowie Steigeisen. Am 23. Februar 2014 wurde Gyllenhaal bei Dreharbeiten in Rom gesehen, auch Brolin wurde mit seiner Assistentin Kathryn Boyd gesichtet.

### Pinewood Studios, England
Anfang März wurden die Dreharbeiten in den englischen Pinewood Studios südlich von London fortgesetzt. Der Khumbu-Gletscher, das Hochlager IV auf dem Südsattel, der Hillary Step und der Gipfel wurden in der 007 Stage vor einem Greenscreen nachgebildet. Nach Aussage von Kameramann Torino war die Aufgabe „sehr herausfordernd, da die Sonne nachgestellt werden musste, die auf dem Everest unglaublich beißend und knackig ist.“ Zum Einsatz kamen Tageslichtlampen von SoftSun mit einer Leistung von je 100.000 Watt, die aufgrund ihres hohen Gewichts von 200 kg mit Kränen bewegt werden mussten. Die Eröffnungsszene am Christchurch International Airport wurde in einem stillgelegten Industriekomplex in Surrey gedreht.

### Everest
Ab dem 24. März 2014 fanden parallel erneut Dreharbeiten im Basislager auf der nepalesischen Seite des Mount Everest statt. Unter Leitung von Kent Harvey sollte ein Team von bergerfahrenen Filmemachern Hintergrundaufnahmen vom Basislager bis zum Gipfel für die Postproduktion machen. Der Produzent Bevan wollte unbedingt „Filmmaterial aus Nepal haben, um den Film in der Realität zu verankern und ihn spannender und interessanter zu machen.“
Am 18. April 2014, während das zweite Filmteam einige ausstehende Szenen im Camp II am Everest drehte, ging eine Lawine ab und tötete 16 Sherpas, die Ausrüstung und Nahrung für Bergsteiger in Vorbereitung für die anstehende Sommersaison den Berg heraufbrachten. Das Online-Magazin Deadline.com berichtete, dass sich das Filmteam abseits der Lawine befand und nicht von ihr getroffen wurde. Die Dreharbeiten in den englischen Pinewood Studios waren zu dem Zeitpunkt bereits kurz vor ihrem Ende, doch das zweite Team, das im Basislager am Everest drehte, musste seine Arbeit für einige Zeit einstellen.

## Postproduktion
Am 2. Juli 2014 wurde bekannt gegeben, dass der Italiener Dario Marianelli die Filmmusik komponieren würde. Die Postproduktion wurde von Company 3 in London geleitet, die visuellen Effekte wurden von den Firmen Evolution FX, Framestore, Important Looking Pirates, Leonardo Cruciano Workshop, One Of Us und Union Visual Effects erzeugt. Da die Filmarbeiten in Nepal nicht abgeschlossen werden konnten, musste das Visual Effects-Team für die Hintergründe auf Breashears’ Aufnahmen von 2004 und die IMAX-Aufnahmen von 1996 zurückgreifen.
Für die 3D-Konversion war die Firma Stereo D in Burbank verantwortlich.

### Audiodesign
Das Audiodesign stammt von der Firma Sound 24 unter Leitung des Sounddesigners Glenn Freemantle. Die Herausforderungen für die Sounddesigner Nie Adiri und Ian Tapp lag darin eine Soundkulisse zu erzeugen, die zum einen dem Publikum suggeriert, es befinde sich in einer der stürmischsten und lebensfeindlichsten Gegenden der Welt, und die gleichzeitig die Dialoge der Schauspieler nicht verschluckt. Zu den Szenen im Blizzard sagte Freemantle: „In weiten Teilen dieses Filmabschnitts ist nicht viel Musik, dadurch fühlt es sich an als sei man wirklich dort. Und urplötzlich bringt es dich dazu, Angst für sie und ihren Überlebenskampf zu empfinden.“ Da bei den Dreharbeiten für viele Szenen Windmaschinen eingesetzt wurden und die Drehorte am Berg für den Tonmitschnitt wenig geeignet waren, mussten die meisten Dialoge im Automatic-Dialogue-Recording-Verfahren von den Schauspielern nachgesprochen werden.
Für die Wiedergabe des Raumklangs wurden die Mehrkanal-Tonsysteme Datasat, Sony Dynamic Digital Sound (SDDS), Dolby Digital, Dolby Atmos und Auro 11.1 verwendet. Der 16 Titel umfassende Soundtrack wurde am 18. September 2015 von Musiklabel Varese Sarabande veröffentlicht.
In der Szene, als die Bergsteiger nach ihrer Ankunft in Kathmandu mit einem Bus an einem belebten Basar vorbeifahren, läuft das Lied Yeh ladka hai Allah aus dem erfolgreichen Hindi-Film In guten wie in schweren Tagen (2001). Von der US-amerikanischen Rocksängerin Sheryl Crow ist das im August 1994 erschienene Lied All I Wanna Do und von der Rockband Crowded House das Lied Weather with You (Februar 1992) im Basislager zu hören.

## Veröffentlichung
Universal Pictures wollte den Film ursprünglich am 18. September 2015 in den Vereinigten Staaten und Kanada veröffentlichen. Um die Bekanntheit durch Mundpropaganda zu steigern, wurde der landesweite Filmstart später um eine Woche verschoben. Der Film wurde am 18. September 2015 zuerst in IMAX- und großformatigen Premium-Kinos veröffentlicht und eine Woche später flächendeckend. In den Vereinigten Staaten und Kanada wird der Film in Dolby Cinemas im Format Dolby Vision gezeigt, als erster Film von Universal Pictures überhaupt.
Ausschnitte des Films wurden am 23. Juni 2015 auf der Kinomesse CineEurope im Centre de Convencions Internacional de Barcelona in der proprietären Surround-Sound-Technik Dolby Atmos gezeigt. Die weltweite Filmpremiere war am 2. September 2015 auf den Internationalen Filmfestspielen von Venedig 2015 im Kino Sala Grande des Palazzo del Cinema.

### Marketing
Am 12. Februar 2014 wurde das erste Foto von Jason Clarke von den Dreharbeiten veröffentlicht. Am 4. Juni 2015 wurde der erste Trailer online gestellt. In dessen Post-Credit-Szene wurde ein Spendenaufruf für Hilfslieferungen durch Oxfam America für das Erdbeben in Nepal 2015 gezeigt.

### Vertrieb
Am 19. Januar 2016 erschien der Spielfilm auf den Datenträgern DVD und Blu-ray Disc (in 2D und 3D). Am 27. September 2016 veröffentlichte Universal Studios Home Entertainment eine Ultra HD Blu-ray in der Auflösung 4K (2160p, 60 fps) im Breitbildformat mit High Dynamic Range Images.

## Rezeption
Auf Rotten Tomatoes erhielt der Film ein Rating von 72 %, basierend auf 232 Reviews. Auf Metacritic bekam der Film eine Bewertung von 64 von 100, basierend auf 39 Kritiken.

### Kritiken
Susan Vahabzadeh schreibt in der Süddeutschen Zeitung, der Regisseur erzähle „seine Geschichte geradlinig herunter und konzentriert sich dabei auf seine spektakulären Bilder, die einen manchmal tatsächlich ein wenig frösteln lassen“. Sie kritisiert hingegen, dass Kormákur „aus lauter Ehrfurcht“ vor der „realen Katastrophe“ nur die Fakten „abklappere“ und Schuldzuweisungen scheue, und schließt mit der rhetorischen Frage: „Ist das Kino?“. Auch dem Europakorrespondent Dirk Schümer fällt in der Tageszeitung Die Welt eine „unerwartete Lakonik“ auf: „Niemand richtet hier die Irren, die sich aus freien Stücken im Eis abrackern. Und niemand verherrlicht sie.“
Beatrice Behn kritisiert auf dem Portal film-zeit.de, dass der „klassische Katastrophenfilm“ durch die notwendige Reduktion der Figuren „ein unausweichliches Gefühl von Anglozentrismus hinterlasse“, da er die taiwanischen, indischen und japanischen Expeditionen, die zeitgleich am Berg im Sturm gefangen waren, ausblende. Der Bergführer Rob Hall werde trotz seiner zum Tode führenden Fehlentscheidungen „als eine Art tragischer Held inszeniert“ und die Ereignisse „eher als wetterbedingtes Unglück“ dargestellt, weshalb der Film „ein ambivalentes ‚Filmvergnügen‘“ sei.
Aliki Nassoufis mutmaßt auf digitalfernsehen.de, dass der Film wegen „seiner Optik und der gelungenen Mischung aus Abenteuer und Drama“ auch jene packe, die „mit Bergsteigen sonst wenig zu tun haben“. Sophia Felbermair bezeichnet auf orf.at die Produktion als „Männerabenteuerfilm mit klischeehaftem Rollenbild“, bei dem es nicht leichtfalle, sich „zwischen all den bärtigen, vermummten, vereisten und eingeschneiten Protagonisten zurechtzufinden“. Auch Peter Zander kritisiert im Hamburger Abendblatt, dass die Schauspieler „sowie es ins Massiv geht, in ihren Anoraks kaum zu unterscheiden sind.“
Verena Lueken rügt in der Frankfurter Allgemeinen Zeitung, der Film „verschenkt alles, was in der Geschichte steckt: das Drama am Berg wie die Dramen daheim, die Landschaft, die Konflikte. Die Problematik der Massenbewegung hinauf auf den Berg. Die Geschäftemacherei. Die ökologische Katastrophe, die das bedeutet.“ Sie begründet ihre Kritik damit, dass die „Figurenzeichnung“ mangelhaft sei und die „Motivlage“ der Akteure nicht hinreichend geklärt wird. Auch Jan Schulz-Ojala kritisiert im Tagesspiegel die „äußerst skizzenhafte Zeichnung der agierenden Figuren“.
Der schweizerische Filmkritiker Reto Baer bemängelt auf der Internetseite des Schweizer Radio und Fernsehens, dass bis zu den „dramatischen Situationen am Berg“ viel Zeit vergehe, in denen „viel geredet“ wird, „ohne dass man die verschiedenen Bergsteiger wirklich kennenlernt“, da die Geschichte „einfach zu viele Figuren“ habe. Baer schließt mit der Feststellung: „Hat man einen Bergfilm gesehen, hat man alle gesehen: Irgendwelche Schauspieler kraxeln an irgendwelchen Kulissenfelsen im Kunstschnee herum.“
Feuilletonredakteur Elmar Krekeler kritisiert in der überregionalen Tageszeitung Die Welt, es sei „alles drin in diesem Stoff. Man muss nur eine Haltung an den Tag legen. Kormákur war das anscheinend zu anstrengend. In geradezu quälender Beflissenheit erzählt er die Geschichte.“
Der Chefredakteur Artur Jung von der Fachzeitschrift Cinema zieht das Fazit: „Realitätsnahe Rekonstruktion einer Tragödie, der es trotz technischer Perfektion an der nötigen Emotionalität mangelt.“

### Kontroverse
Jon Krakauer bezeichnete den Spielfilm gegenüber der überregionalen Tageszeitung Los Angeles Times als „totalen Blödsinn“ (“It’s total bull”). Der Autor kritisierte in dem Interview, dass weder der Regisseur noch der ihn darstellende Schauspieler Michael Kelly ihn kontaktiert hätten. Zudem habe es den Dialog zwischen seiner Figur und Anatoli Bukrejew im Zelt am Südsattel nach dem Abstieg, bei dem er seine Hilfeleistung an den Rettungsarbeiten mit dem Hinweis auf Schneeblindheit verweigert, nie gegeben. Krakauer empfand den Film als persönlichen Affront des Regisseurs gegen sich. Regisseur Kormákur entgegnete der Kritik mit den Worten: „Die Drehbuchautoren und ich versuchten, die Ereignisse von einem fairen Standpunkt aus zu betrachten, ohne irgendeine Seite einzunehmen“.
Nach Aussage von Kormákur basiert der Spielfilm maßgeblich auf den Tonbandmitschnitten des Funkverkehrs zwischen dem Basislager und den Bergsteigern sowie Beck Weathers’ Erlebnisbericht „Left For Dead“, in dem der Pathologe seine tragischen Erlebnisse schildert, die zum Verlust seiner beiden Hände und der Nase führten. Das Buch von Jon Krakauer, dessen Filmrechte der Autor bereits kurz nach der Veröffentlichung 1997 an Sony Pictures veräußerte, wurde von Kormákur nicht berücksichtigt, auch weil den Regisseur nicht interessiert habe, „eine Geschichte über einen Autor am Berg“ zu erzählen.
Gegenüber dem Outside Magazine sagte der Regisseur, der Film handele „von der dünnen Linie zwischen den Bergführern, die die Leute den Berg hinauf führen, und jenen, die dafür bezahlen.“ Er werde „nicht sagen, wie man einen Berg besteige – und was richtig und falsch sei“, weil er kein „Moralprediger“ ist: „Ich wollte dem Publikum die Geschichte erzählen und sie urteilen lassen.“

### Auszeichnungen
Von der Deutschen Film- und Medienbewertung wurde Everest mit dem Prädikat besonders wertvoll versehen. In der Begründung heißt es: „Der Kampf ums Überleben mit den Gewalten der Natur gleitet nie in Kitsch oder Pathos ab, weil der Film die Mühsal und die Strapazen der Besteigung des Everest in den Focus stellt.“